# 野崎由美子

野崎 由美子（のざき ゆみこ）は、日本のフリーアナウンサー、シャンソン歌手。元テレビ朝日アナウンサー。

## 来歴・人物
埼玉県出身。川越女子高校、東京女子大学卒業後の1981年、テレビ朝日アナウンス部に入社。
1988年に国際基督教大学大学院行政学研究科修士課程卒業。1991年、米国・コロンビア大学国際公共政策大学院修士課程修了同学位取得。タイ・チュラロンコーン大学修士課程修了同学位取得。
1986年にテレビ朝日退社後は、シャンソン歌手としてライブハウスを廻る他、フリーアナウンサー、司会業などをこなす。2013年に入り、古巣・テレ朝傘下のテレビ朝日アスク（アスクマネージメント部門）に所属・登録。

## 出演番組

### 現在
- 野崎由美子のうたはともだち （麹町ワールドスタジオ）[4]

### 過去
- 首都圏レーダー
- ANNニュースレーダー（1985年4月〜9月）
- みどりの窓口
- クイズ!!マガジン

## 同期アナウンサー
- 小宮悦子
- 原麻里子
- 坪内純子
- 廣瀬雅子
- 迫文代

## 関連人物
- 野崎萌香 - 姪